# Leucania insalebrosa
Leucania insalebrosa là một loài bướm đêm trong họ Noctuidae.